# Viktor Romanenkov
Viktor Romanenkov (ur. 19 września 1993 w Tallinnie) – estoński łyżwiarz figurowy, wielokrotny mistrz kraju, uczestnik mistrzostw Europy i świata. Od 2007 roku bierze udział w zawodach juniorskiego Grand Prix. Jego trenerką jest jego matka, która była pięciokrotną mistrzynią Estonii.

## Osiągnięcia
- Mistrzostwa Estonii
  - 2005 - 1
  - 2006 - 3 (Junior)
  - 2007 - 1 (Junior)
  - 2008 - 1
  - 2009 - 1
  - 2010 - 1
  - 2011 - 1
  - 2012 - 1
- Olimpijski Festiwal Młodzieży Europy
  - 2009 - 1
- Mistrzostwa świata juniorów
  - 2008 - 26
  - 2009 - 23
  - 2010 - 26
  - 2011 - 18
- Mistrzostwa Europy
  - 2010 - 29
  - 2012 - 23
- Mistrzostwa świata w łyżwiarstwie figurowym
  - 2010 - 36